# Ctenus sagittatus
Ctenus sagittatus är en spindelart som beskrevs av Louis Giltay 1935. Ctenus sagittatus ingår i släktet Ctenus och familjen Ctenidae.
Artens utbredningsområde är Sulawesi. Inga underarter finns listade i Catalogue of Life.